# Finno-permische Sprachen
Die finno-permischen Sprachen sind neben den ugrischen Sprachen einer von zwei Zweigen des Finnougrischen. Sie unterteilen sich in zwei Sprachgruppen, die permischen Sprachen und die wolgafinnischen Sprachen.

## Klassifikation der Sprachen
- Permische Sprachen
  - Komi
    - Komi-Syrjänisch
    - Komi-Permjakisch

  - Udmurtisch (Wotjakisch)
- Wolgafinnische Sprachen
  - Wolgasprachen [veraltete Klassifikation]
    - Marische Sprachen
      - Mari (Tscheremissisch)

    - Mordwinische Sprachen
      - Ersjanisch
      - Mokschanisch

    - Ausgestorbene wolgafinnische Sprachen (Die Position ist unklar.)
      - Merjanisch †
      - Muromisch †
      - Meschtscherisch †

  - Finno-samische Sprachen (Finno-lappische Sprachen)
    - Samische Sprachen (Lappische Sprachen)
      - Westsamische Sprachen
        - Südsamisch
        - Umesamisch
        - Lulesamisch
        - Pitesamisch
        - Nordsamisch

      - Ostsamische Sprachen
        - Kemisamisch †
        - Inarisamisch
        - Akkalasamisch †
        - Kildinsamisch
        - Skoltsamisch
        - Tersamisch

    - Ostseefinnische Sprachen
      - Finnisch
      - Meänkieli bzw. Tornedalfinnisch
      - Kvenisch (bzw. Quänisch)
      - Ischorisch (bzw. Ingrisch oder Ingermanisch)
      - Karelisch
        - eigentliches Karelisch
        - Lüdisch
        - Olonetzisch

      - Estnisch
      - Võro (Võru; inklusive Seto bzw. Setu)
      - Livisch †
      - Wepsisch
      - Wotisch

Die mordwinischen und Mari-Sprachen wurden früher unter die Wolgasprachen eingeordnet, aber diese Klassifizierung wird heute in Frage gestellt, da keine gemeinsame wolgafinnische Grundsprache rekonstruiert werden kann. Darum handelt es sich hier eher um eine areale als um eine genetische Einteilung.
Auch die Zusammenfassung der samischen Sprachen und der ostseefinnischen Sprachen zur Gruppe der finno-samischen Sprachen ist umstritten.